# Frederick William Bussell
Reverend Frederick William Bussell (* 23. April 1862 in Cadmore; † 29. Februar 1944 in Worthing) war ein englischer Theologe und Historiker.
Bussell war Fellow, Kaplan, Tutor und von 1896 bis 1944 Vice-Prinzipal am Brasenose College in Oxford und mit Walter Pater befreundet. Bussell war verheiratet mit Mary Winifred (1885–1977), Tochter von Robert Dibdin.

## Werke
- Itinerarium Rutilianum 1886
- Doctrine Of Office And Person Of Christ In First Four Centuries 1892
- Evil as Explained in the Clementine and Lactantian Writings, in: Analecta Gorgiana 12
- School Of Plato, London 1896 (ND Bristol 1993)
- Christian Theology And Social Progress, London, Methuen 1907
- Subordinate Dualism ?
- Marcus Aurelius And The Later Stoicism 1909
- Constitutional History Of The Roman Empire (Faksimiles)
- Social Origins ?
- Merovingian Land-Tenure ?
- De Medietate Hominis ?
- A Survey Of Monarchical Institutions From Earliest Times 1909
- The Principle Of Monarchy 1918
- The National Church And The Social Crisis 1918
- Systems Of Land Tenure ?
- Case Of Breamore Curacy 1913
- Religious Thought And Heresy In The Middle Ages 1918